# Kobe Challenger 2022
Il Kobe Challenger 2022 è stato un torneo maschile tennis professionistico. È stata la 6ª edizione del torneo, facente parte della categoria Challenger 80 nell'ambito dell'ATP Challenger Tour 2022, con un montepremi di 53 120 $. Si è svolto dal 14 al 20 novembre 2022 sui campi in cemento indoor del Bourbon Beans Dome di Kōbe, in Giappone.

## Partecipanti

### Teste di serie
| Nazionalità          | Giocatore             | Ranking* | Testa di serie |
| -------------------- | --------------------- | -------- | -------------- |
| Australia            | Christopher O'Connell | 84       | 1              |
| Australia            | John Millman          | 155      | 2              |
| Australia            | Rinky Hijikata        | 167      | 3              |
| Giappone             | Kaichi Uchida         | 169      | 4              |
| Australia            | James Duckworth       | 171      | 5              |
| Bosnia ed Erzegovina | Damir Džumhur         | 180      | 6              |
| Giappone             | Yosuke Watanuki       | 193      | 7              |
| Australia            | Li Tu                 | 196      | 8              |

* Ranking al 7 novembre 2022.

### Altri partecipanti
I seguenti giocatori hanno ricevuto una wild card per il tabellone principale:
- Shinji Hazawa
- Taisei Ichikawa
- Shintaro Imai

I seguente giocatori sono entrati in tabellone con il ranking protetto:
- Tatsuma Itō
- Yūichi Sugita

I seguenti giocatori sono passati dalle qualificazioni:
- Colin Sinclair
- Naoki Nakagawa
- Shintaro Mochizuki
- Chung Yun-seong
- Marc Polmans
- Jason Jung

## Campioni

### Singolare
Yosuke Watanuki ha sconfitto in finale  Frederico Ferreira Silva per 6(3)–7, 7–5, 6–4.

### Doppio
Shinji Hazawa /  Yuta Shimizu hanno sconfitto in finale  Andrew Harris /  John-Patrick Smith per 6–4, 6–4.